# BEP (band)
BEP is een Amsterdamse punkrockband die actief was van 1991 tot 2001 en sinds 2010 weer bij elkaar is. Het Nationaal Pop Instituut omschrijft BEP als een "Amsterdams powertrio dat strakke noise, punkpop en (jazz)rock voortbrengt in de traditie van bands als NoMeansNo, Victims Family en Firehose". De bezetting van BEP bestaat uit Evert Molewijk (zang en bas), Paul van Dijl (gitaar en zang), Jerome Geerlings (drums en zang) en Tijs Keverkamp (gitaar). Tussen '99 en '02 wordt Paul van Dijl vervangen door Frank van Vuuren (gitaar en zang). Bernt Nellen is de oorspronkelijke drummer en wordt in 1994 vervangen door Geerlings. 
Na een inactieve periode tussen 2002 en 2010 brengt BEP in 2013 Sell Out uit. Deze ep wordt geproduceerd door Ken Stringfellow (Posies, R.E.M., Lagwagon) met medewerking van onder anderen Sonja van Hamel (Bauer). Oudgitarist Frank van Vuuren overlijdt 22 maart 2023. In 2023 wordt de Rock Bottom High-EP online uitgebracht. Het titelnummer wordt geproduceerd door Jochem Jacobs (Textures) en de twee backupsongs door Patrick Delabie. 5 juli 2024 verschijnt Kendi Krush. Deze onlinerelease is geproduceerd door Menno Bakker.

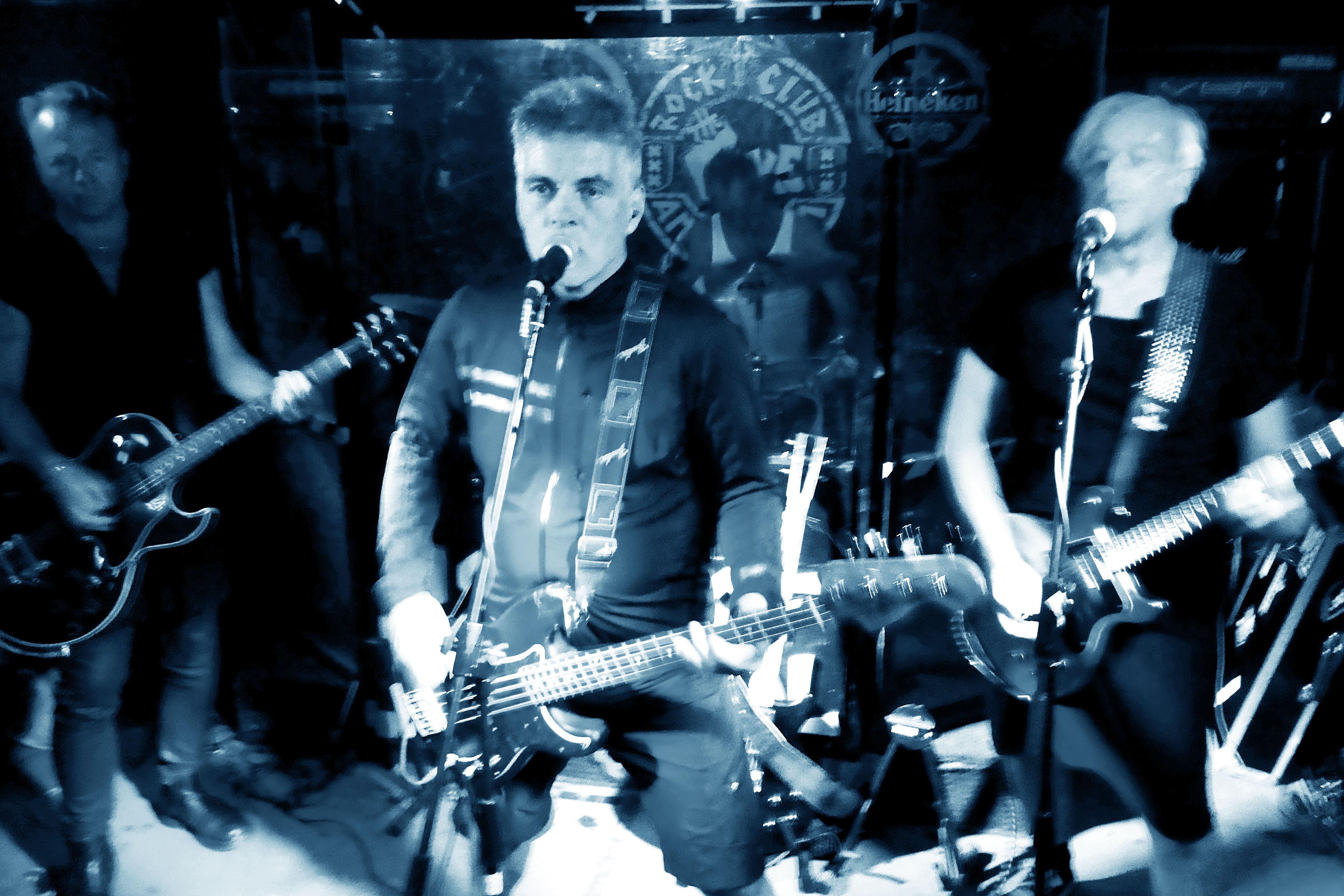
BEP: Keverkamp, Molewijk, Geerlings en Van Dijl

## Discografie
- Bep (7 inch), GAP, 1992
- Gems (cd), Konkurrel, 1993
- Ripper (cd), GAP, 1995
- Moodswing (cd), W.E.R.K Works, 1997
- Holland Sux (compilatie-cd), Bitzcore, 1998
- Bep's Worst (cd), W.E.R.K Works, 1999
- Zootje Ongeregeld (Ravage-benefiet, compilatie-cd), Strike, 2000
- De Groote Weiver Gaat Hard: Live 1999-2000 (compilatie-cd), DWGCD1&2, 2001
- Sell Out (cd), W.E.R.K Works, 2013
- Rock Bottom High (online-EP), W.E.R.K Works, 2023
- Kendi Krush (online-EP), W.E.R.K Works, 2024